# 元中
元中（1384年四月二十八日至1392年九年十月五日）是日本南朝的年號之一。這個時代的南朝天皇是後龜山天皇。

## 改元
- 弘和四年四月二十八日（1384年5月18日）改元元中
- 元中九年十月五日（1392年10月21日），南北朝統一，元中年號廢除。

## 紀年、西曆、干支對照表
| 元中       | 元年     | 二年     | 三年     | 四年     | 五年     | 六年     | 七年     | 八年     | 九年     |
| 北朝年號   | 至德元年 | 至德二年 | 至德三年 | 嘉慶元年 | 嘉慶二年 | 康應元年 | 明德元年 | 明德二年 | 明德三年 |
| 儒略曆日期 | 1384年   | 1385年   | 1386年   | 1387年   | 1388年   | 1389年   | 1390年   | 1391年   | 1392年   |
| 干支       | 甲子     | 乙丑     | 丙寅     | 丁卯     | 戊辰     | 己巳     | 庚午     | 辛未     | 壬申     |